# Gahnia trifida
Gahnia trifida är en halvgräsart som beskrevs av Jacques-Julien Houtou de La Billardière. Gahnia trifida ingår i släktet Gahnia och familjen halvgräs. Inga underarter finns listade i Catalogue of Life.